# Château d'Entre-Deux-Monts
Cet article concerne le château de Nuits-Saint-Georges. Pour la commune, voir Entre-deux-Monts.
Le château d'Entre-Deux-Monts est un château avec parc du XVIIe siècle situé à Nuits-Saint-Georges, dans le département français de la Côte-d'Or.

## Localisation
Le château d'Entre-Deux-Monts ,est situé hors agglomération au hameau de Concœur, au nord-ouest de Nuits-Saint-Georges sur la RD 109.

## Historique
Le château du XVIIe siècle fut bâti pour le compte de Bernard Barbier d'Entre-Deux-Monts sur des fondations du XIe siècle ou du XIIe siècle, seule vestige des châtelets construit sous le seigneur de Vergy. Achevé en 1654, le château d'Entre-Deux-Monts appartint ensuite à la famille Barbier de Reulle.
En novembre 1870 y passa le colonel Bourras avec son le corps d'armée.
Après des travaux importants au cours du XVIIIe siècle, le château fut restauré en 1975 par la famille Postansque.
Dans les années 2000, il est le siège du délégué départemental de Côte-d'Or des Vieilles Maisons Françaises.
Le château et ses ailes latérales, y compris les fossés, la ferme, le bois, le potager et son bassin, le verger et la statue du jardinier sont inscrits au titre des monuments historiques par arrêté du 12 juin 2008.

## Architecture
L'ensemble comporte une basse-cour entourée de communs et d'une terrasse avec douves sur trois côtés. La basse-cour compte deux bâtiments parallèles à l’est et à l’ouest reliés par deux autres percés au nord par un portail. L'ensemble comprend un rez-de-chaussée et un étage de comble avec toits à longs-pans, à croupe ou en pavillon pour les tours percés de lucarnes et de tabatières. Deux escaliers en pierre parallèles à la façade donnent accès au rez-de-chaussée surélevé ou à l'étage. Les dépendances abritent des logements, une grange et une écurie couverte de voûtes d'arêtes.
Le château lui-même présente un plan en H dont les ailes, qui semblent dater de 1540 comme les écuries, se prolongent côté cour par des communs et deux tours carrées, seuls vestiges du XIe siècle avec les douves, qui abritent le pigeonnier et la chapelle dédiée à Sainte Gertrude du XVIIe siècle. L’ensemble comprend un rez-de-chaussée et deux étages dont un de comble tandis que les ailes ne comportent qu'un rez-de-chaussée et un étage. Au centre de la façade nord à laquelle on accède par un perron, un fronton porte les armes de la famille Barbier. Sur la façade sud, un pont enjambe les douves pour donner accès au parc réaménagé et orné de statues.

## Mobilier
Desservi par un escalier rampe sur rampe, et deux escaliers tournants à noyau évidé l'intérieur du château comprend une suite de salles et dans les ailes des appartements réaménagés aux XVIIIe siècle et XIXe siècle.

## Valorisation du patrimoine
Le parc a été lauréat du prix régional du Patrimoine 2010.